# Ole Ellefsæter
Ole Ellefsæter, né le 15 février 1939 à Furnes (Ringsaker) en Norvège et mort le 18 octobre 2022 à Ringsaker, est un fondeur norvégien, double champion olympique en 1968. Il est aussi athlète.

## Biographie
Membre du club Nybygda IL, Ole Martin Ellefsæter est champion de Norvège junior du dix kilomètres.
Son premier résultat significatif sur la scène a lieu au Festival de ski d'Holmenkollen, où il est troisième en 1963. Aux Jeux olympiques d'hiver de 1964, il est notamment huitième du cinquante kilomètres.
Il obtient ses premiers podiums aux Championnats du monde de ski nordique 1966 à Oslo : il gagne la médaille d'argent au quinze kilomètres et remporte le titre du relais. En 1967, il confirme ses résultats, décrochant des victoires sur le championnat de Norvège, le Festival de ski d'Holmenkollen et aux Jeux du ski de Lahti.
Ses autres succès en grand championnat interviennent aux Jeux olympiques de Grenoble en 1968, où il remporte la médaille d'or sur le cinquante kilomètres et le relais.
En 1971, il devient le premier Norvégien à gagner la Vasaloppet. Sa dernière compétition majeure est les Jeux olympiques de Sapporo en 1972.
Ole Ellefsæter est aussi actif en athlétisme, remportant six titres nationaux de suite sur le 3 000 mètres steeple et participant aux Championnats d'Europe 1962. Ses performances dans un deuxième sport lui valent le Prix Egebergs Ærespris. En 1967, il reçoit la Médaille Holmenkollen. Une statue le représentant est construite dans sa ville à Brumunddal.

## Palmarès

### Jeux olympiques
| Épreuve / Édition | Innsbruck 1964 | Grenoble 1968 | Sapporo 1972 |
| 15 km             | 25e            |               |              |
| 30 km             | DNF            |               | 31e          |
| 50 km             | 8e             | Or            | 10e          |
| Relais 4 × 10 km  |                | Or            |              |

### Championnats du monde
| Épreuve / Édition | Oslo 1966 |
| 15 km             | Argent    |
| 50 km             | 4e        |
| Relais 4 × 10 km  | Or        |